# حيود فراونهوفر

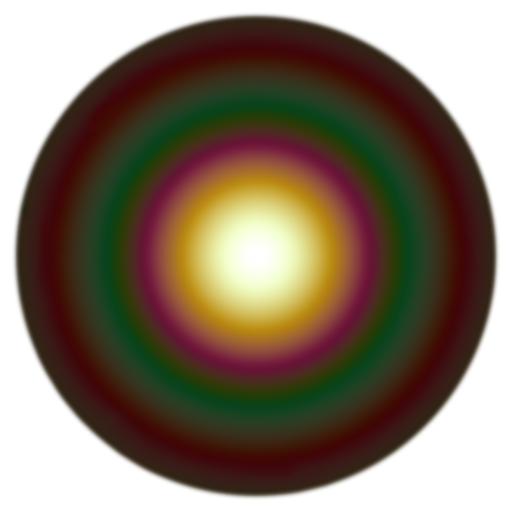
حلقات فراونهوفر عن طريق حيود الضوء الأبيض عند ثقب دبوس

في البصريات، تُستخدم معادلة حيود فراونهوفر لنمذجة حيود الموجات عندما تسقط الموجات المستوية على جسم حيود، ويُنظر إلى نمط الانعراج على مسافة طويلة بما فيه الكفاية (مسافة تحقق شرط فراونهوفر) من الجسم (في منطقة المجال البعيد)، وكذلك عند عرضها على المستوى البؤري لعدسة التصوير. في المقابل، يُعطى نمط الحيود الذي أُنْشِئ بالقرب من كائن الانعراج (في منطقة المجال القريب) بواسطة معادلة حيود فرينل.
سُمِّيَت المعادلة تكريما لجوزيف فون فراونهوفر على الرغم من أنه لم يشارك بالفعل في تطوير النظرية.[بحاجة لمصدر]
تشرح هذه المقالة أين يمكن تطبيق معادلة فراونهوفر، وتوضح أنماط حيود فراونهوفر للفتحات المختلفة. تُقَدَّم معالجة رياضية مفصلة لانحراف فراونهوفر في معادلة حيود فراونهوفر.